# أندريه نونيز
أندريه نونيز (14 أبريل 1984 في البرازيل - ) هو لاعب كرة قدم برازيلي في مركز الهجوم. لعب مع زاغويمبيه لوبين ونادي ستيوا بوخارست ونادي كوريتيبا وDeportivo Anzoátegui S.C. ‏ وJ. Malucelli Futebol ‏ وRio Branco Football Club ‏ وArapongas Esporte Clube ‏ وFC Gloria Buzău ‏.

## وصلات خارجية
- أندريه نونيز على موقع قاعدة بيانات كرة القدم.إي يو (الإنجليزية)
- أندريه نونيز على موقع Soccerway.com (الإنجليزية)
- أندريه نونيز على موقع عالم كرة القدم.نت (الإنجليزية)